# Optare MetroRider
Optare MetroRider — автобус малого класса, выпускавшийся с 1989 по 2000 год компанией Optare.

## История
Optare MetroRider впервые был представлен в ноябре 1989 года. С 1993 года в семейство входили электробусы и газомоторные автобусы. К 2000 году было выпущено 1159 экземпляров.

## Эксплуатация
Optare MetroRider эксплуатировался в Малайзии, Оксфордшире и Кембридже. В 1993 году в Оксфордшир поступили электробусы, а в 1996 году в Кембридже началась эксплуатация газомоторных автобусов. Около 1000 автобусов поступило в Малайзию.